# 逃逸塔

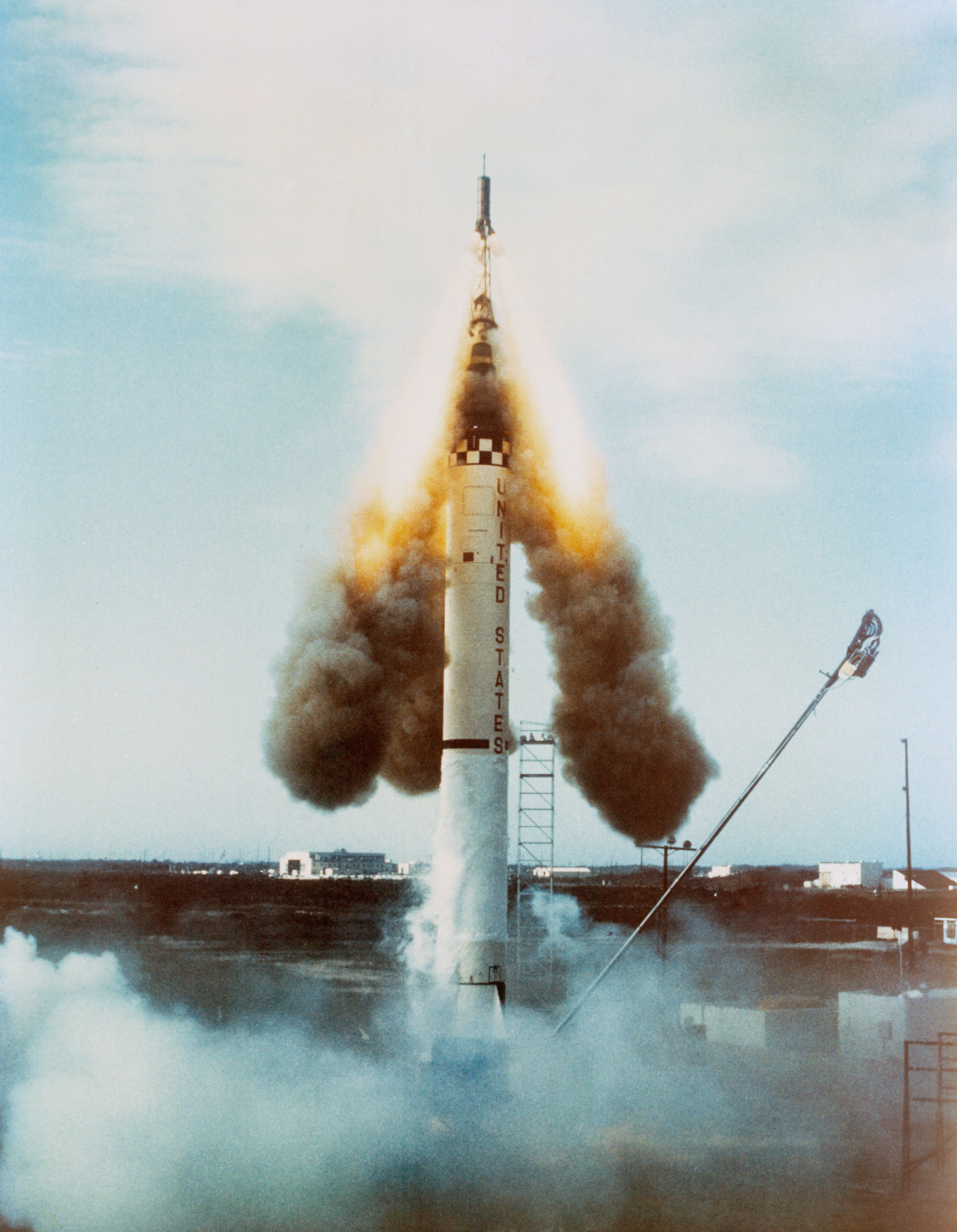
美国水星-红石1号任务中，红石火箭顶部的逃逸塔无故自动点燃并脱离火箭主体，造成整个任务的发射失败。

逃逸塔是载人航天任务中太空运载器必备的应急系统。在运载器（如运载火箭或太空梭）发射升空过程中，如果出现不可逆转的故障，对乘坐的航天员产生生命威胁时，可以通过运载器的逃逸系统使太空人安全脱离运载器并返回地面。逃逸系统通常是通过爆炸栓以及运载器顶部设置的固体火箭使太空人脱离并远离运载器一定距离，此后再通过降落伞进行减速以使太空人以安全的速度着陆或落到海面。太空人的逃逸系统要求苛刻，整个逃逸过程中系统要保持人体可接受的温度、气压等环境参数，同时还要达到快速、耐压能力高、可靠性高等要求。俄国、美国和中国的载人运载火箭都配有逃逸系统。
联盟T-10-1任务中，因运载火箭事故爆炸，宇航員便用发射逃逸系统逃逸。